# CIT Group
CIT Group Inc. (CIT) és una societat de cartera dels sectors financer i bancari fundada a Delaware i amb seu a Nova York (Estats Units). La seva filial bancària, CIT Bank, N.A., té la seu a Pasadena (Califòrnia). El nom CIT és un acrònim d'un dels primers noms de l'empresa, Commercial Investment Trust. A data de 2018, ocupava el 658è lloc a la llista Fortune 1000 de les empreses més grans dels Estats Units i era un dels 50 bancs més grans del país.